# Relações entre Argentina e Reino Unido

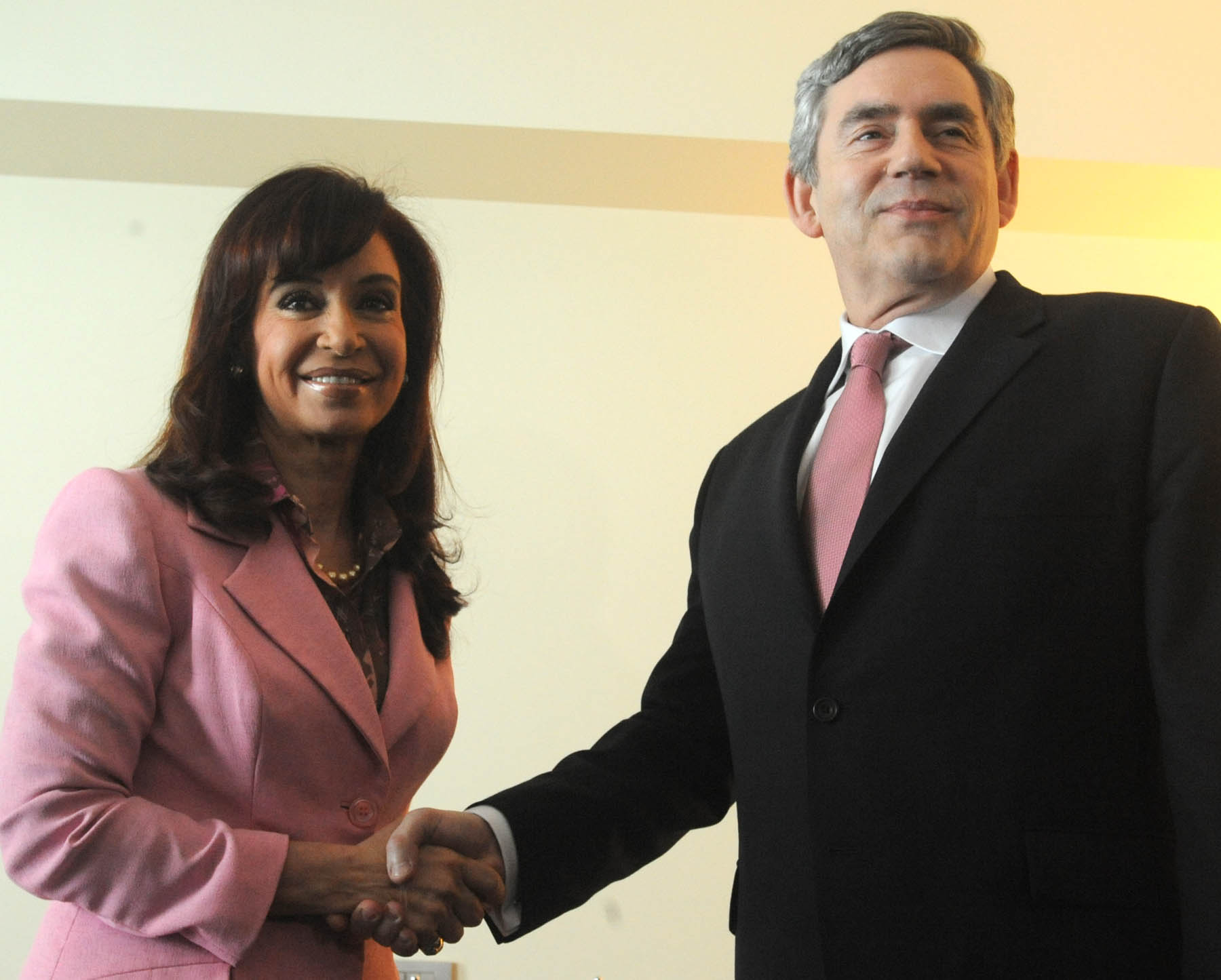
A presidente da Argentina, Cristina Fernández de Kirchner, em um encontro com o primeiro-ministro do Reino Unido, Gordon Brown.

As relações entre Argentina e Reino Unido são as relações diplomáticas estabelecidas entre a República Argentina e o Reino Unido da Grã-Bretanha e Irlanda do Norte. Ambos os países estabeleceram relações diplomáticas em 15 de dezembro de 1823. Porém, estas relações diplomáticas foram cortadas antes da Guerra das Malvinas, que ocorreu em 1982, e foram restabelecidas apenas em 1990, após a saída de Margaret Thatcher do cargo de primeiro-ministro do Reino Unido. A Argentina possui uma embaixada em Londres e o Reino Unido possui uma embaixada em Buenos Aires.

## Atualidade
Em meados de 2010, com o iminente início das explorações de petróleo pelos britânicos em águas próximas às Ilhas Malvinas reavivou-se a tensão entre a Argentina e o Reino Unido.
O governo argentino anunciou, em fevereiro de 2012, uma medida que visa dificultar a compra de produtos britânicos, abrindo caminho para uma "guerra comercial" com o Reino Unido. A ministra de indústria da Argentina, Débora Giorgi, pediu aos empresários do país que não importem produtos do Reino Unido, substituindo os itens britânicos por similares de outras procedências. O governo britânico acusou a Argentina de recorrer à "política do confronto", e considerou "contraproducente" a medida adotada pelo governo de Cristina Kirchner.
Em 2 de abril de 2024, o presidente argentino Javier Milei disse em durante a cerimônia dos 42 anos do confronto entre Argentina e Reino Unido que ele defende a reivindicação de soberania da Argentina sobre as ilhas.